# الاستفتاء على استقلال تيمور الشرقية لعام 1999

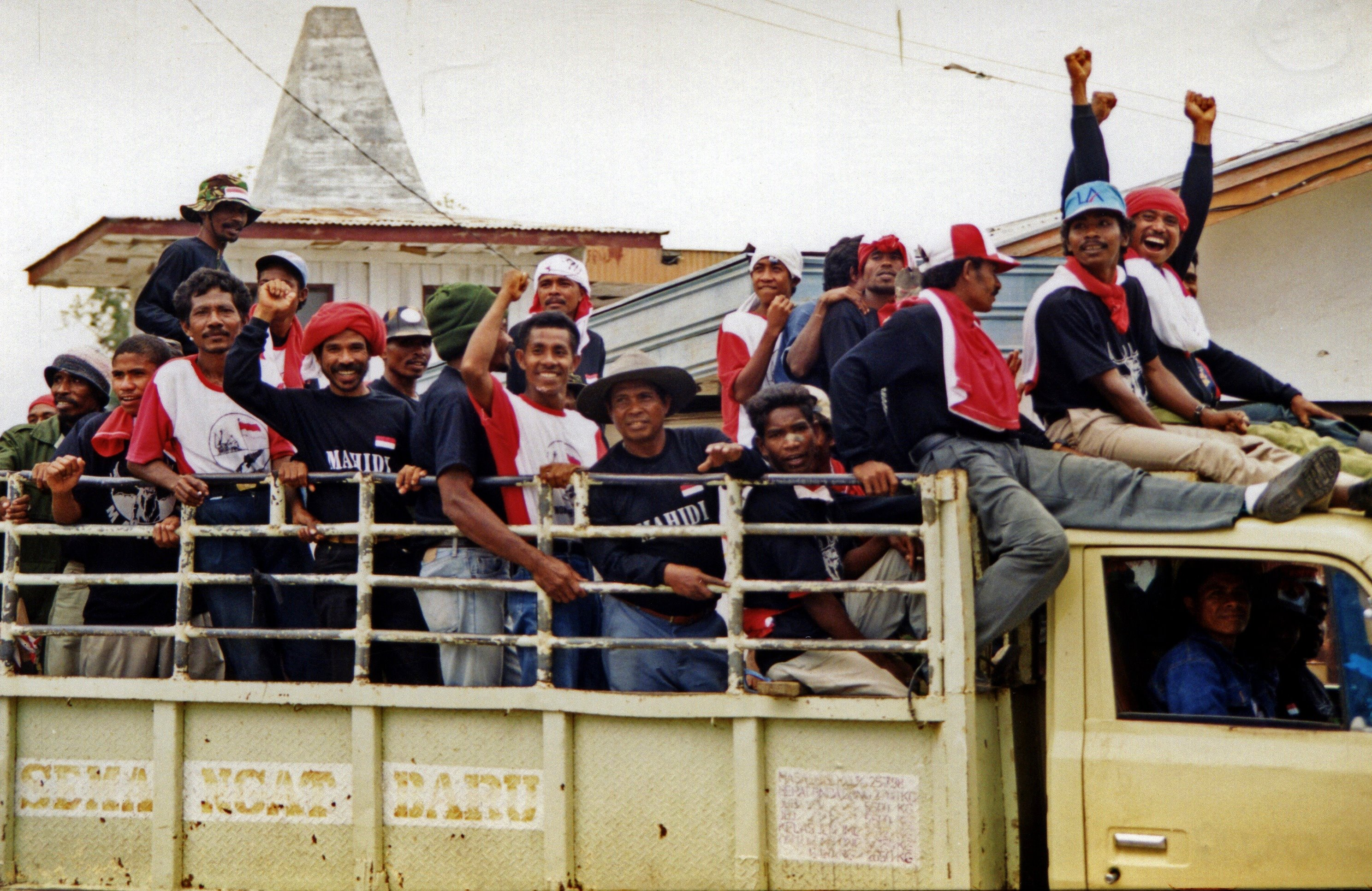
استفتاء على الاستقلال

أُجري استفتاء على الاستقلال في تيمور الشرقية في 30 أغسطس 1999. وتكمن أصول الاستفتاء في الطلب الذي قدمه رئيس إندونيسيا، بي جيه حبيبي، إلى الأمين العام للأمم المتحدة كوفي عنان في 27 يناير 1999، بهدف عقد الأمم المتحدة استفتاء، يمنح الإقليم الإندونيسي بموجبه خيار حكم ذاتي أكبر داخل إندونيسيا أو الاستقلال.
رفض الناخبون الحكم الذاتي المقترح، مما أدى إلى انفصالهم عن إندونيسيا. أدى ذلك إلى أعمال عنف جماعية وتدمير للبنية التحتية في تيمور الشرقية، قبل أن يصادق مجلس الأمن التابع للأمم المتحدة على القرار في 15 سبتمبر لتشكيل قوة متعددة الجنسيات (القوة الدولية) وإرسالها على الفور إلى تيمور الشرقية لاستعادة النظام والأمن وإنهاء الحرب والأزمة الإنسانية. حصلت تيمور الشرقية على الاستقلال المعترف به رسميًا في 20 مايو 2002.
يطلق العديد من الإندونيسيين (بما في ذلك الحكومة) على الاستفتاء أيضًا اسم استطلاع تيمور الشرقية (بالإندونيسية: Jajak pendapat Timor Timur)، نظرًا لأن الاستفتاء كان غير ملزم قانونيًا وتطلب من مجلس شورى الشعب (MPR) إلغاء بيانه السابق لعام 1978 في حال رفضت غالبية الناخبين الاقتراح.

## ردود الفعل
شهدت نتائج الاستفتاء في أعقاب الاستفتاء أعمال عنف جماعية وقتل ودمار استهدفت التيموريين الشرقيين. أُبلغ عن أعمال عنف جماعية في المنطقة وشهد جيب أويكوسي أمبينو مقتل 1000 رجل وامرأة وطفل على الفور بعد الاستفتاء. أكدت لجنة التحقيق الدولية بشأن تيمور الشرقية، التي أصدرها مكتب المفوض السامي للأمم المتحدة لحقوق الإنسان في يناير 2000 تواطؤ القوات المسلحة الإندونيسية ومليشيات تيمور الشرقية في أعمال العنف والتدمير التي حدثت، والتي استندت إلى شهادات شعب تيمور الشرقية وموظفي الأمم المتحدة. وخلصت إلى أن أعمال العنف التي أعقبت الاستفتاء «اتخذت شكل الانتقام» وشملت «عمليات الإعدام»، والعنف الجنساني (استُهدفت النساء للاعتداء الجنسي بطريقة قاسية ومنهجية)، وتدمير ما بين 60 إلى 80% من الممتلكات العامة والخاصة، وتعطيل ما يصل إلى 70% من الخدمات الصحية، والتشريد والنقل القسري لآلاف الأشخاص إلى تيمور الغربية. ويؤكد التقرير كيف بدأت الميليشيات العنف لإحداث وهم بنزاع أهلي بين التيموريين الشرقيين، وكيف أن الجيش الإندونيسي «مسؤول عن أعمال التخويف والإرهاب والقتل وأعمال العنف الأخرى» التي ارتكبت في تيمور الشرقية طوال عام 1999.
نشر مجلس الأمن التابع للأمم المتحدة قوة متعددة الجنسيات في 15 سبتمبر تسمى InterFET، التي شكل قسم كبير منها أفراد قوة الدفاع الأسترالية تحت قيادة اللواء بيتر كوسجروف، وانتشرت في تيمور الشرقية لاستعادة النظام وإقامة السلام والحفاظ عليه. عندما عادت الأمم المتحدة إلى تيمور الشرقية في 22 أكتوبر بعد إجبارها على المغادرة خوفًا على أعضائها، وجدت المنطقة مدمرة مع وجود عدد كبير من السكان في عداد المفقودين. «دُمر حوالي 80% من المدارس والعيادات، وبقي أقل من ثلث السكان في منازلهم أو بالقرب منها، ودُمرت الأسواق وسُرقت وسائل النقل وأخذت عبر الحدود أو أحرقت، وكانت الاتصالات الهاتفية غير موجودة». كان معظم المهنيين المدربين في تيمور الشرقية إندونيسيين أو متعاطفين مع إندونيسيا، وغادر قسم كبير منهم الإقليم بعد نتائج الاستفتاء.
قبلت الجمعية الاستشارية الشعبية المنتخبة النتيجة في 19 أكتوبر 1999 بإصدار بيان TAP MPR رقم V / MPR / 1999 بشأن استفتاء تيمور الشرقية، الذي ألغى قرار TAP MPR رقم VI / MPR / 1978 الذي ضم تيمور الشرقية رسميًا إلى إندونيسيا. أصدرت الأمم المتحدة قرارًا بإنشاء إدارة الأمم المتحدة الانتقالية في تيمور الشرقية (UNTAET) التي ستقود الاستقلال في مايو 2002.